# Trio (acte sexual)

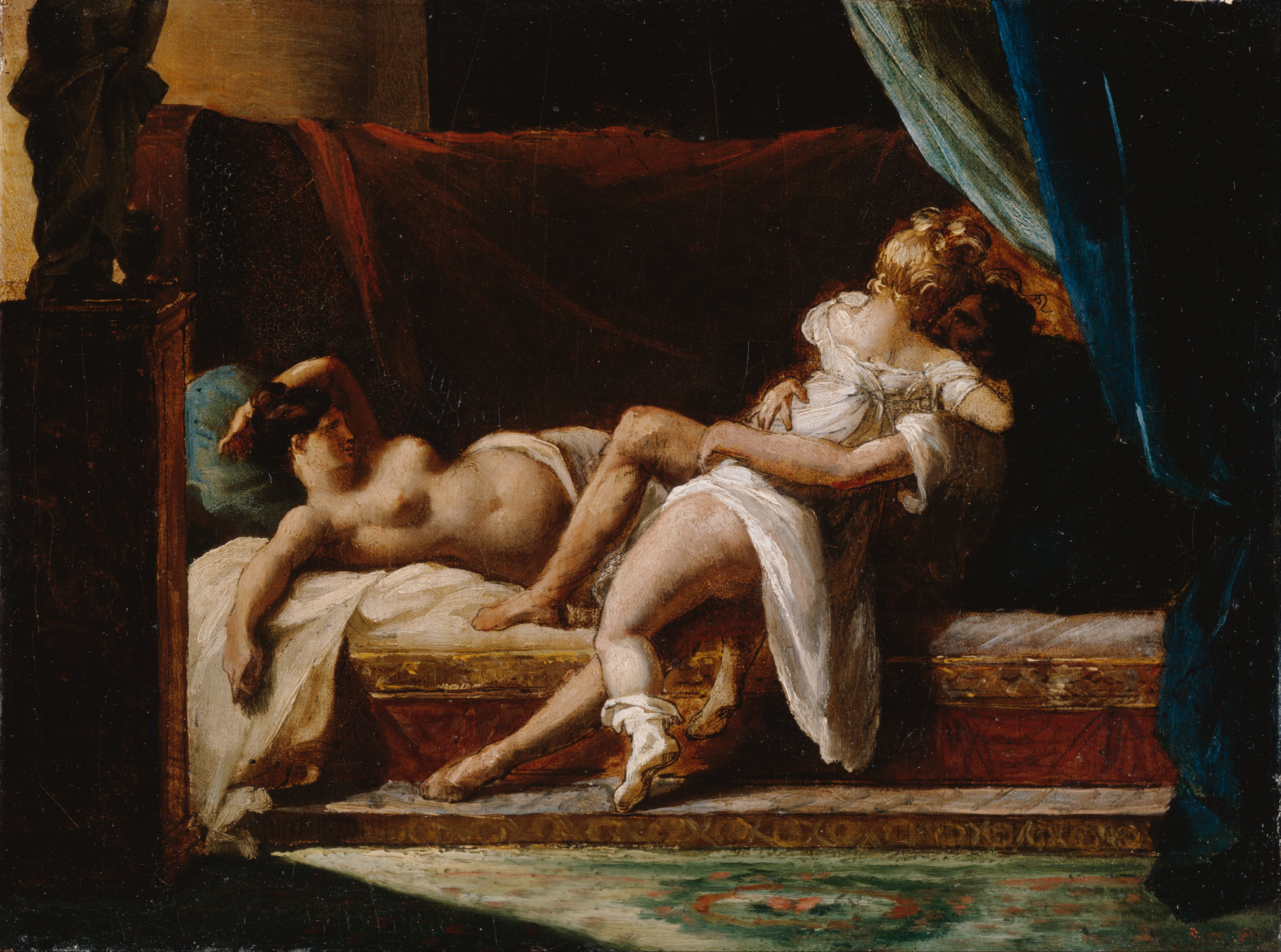
Tres Amants, de Théodore Géricault (1817–1820)

Un trio és un acte sexual en el qual participen tres persones alhora. Tot i que els trios solen ser actes sexuals esporàdics, també es poden donar en el marc d'una relació a llarg termini, com és el cas del poliamor o els ménages à trois.
Els trios són una forma de sexe en grup amb només tres persones. En general, es donen en l'àmbit privat, com ara quan tres persones en una relació d'amistat mantenen relacions sexuals espontànies, en una comunitat d'intercanvi de parelles o per provar-ho una vegada a la vida. Rarament es produeixen en un àmbit més obert, com ara les orgies o altres formes de festes sexuals.